# Antonio Francesco Peruzzini

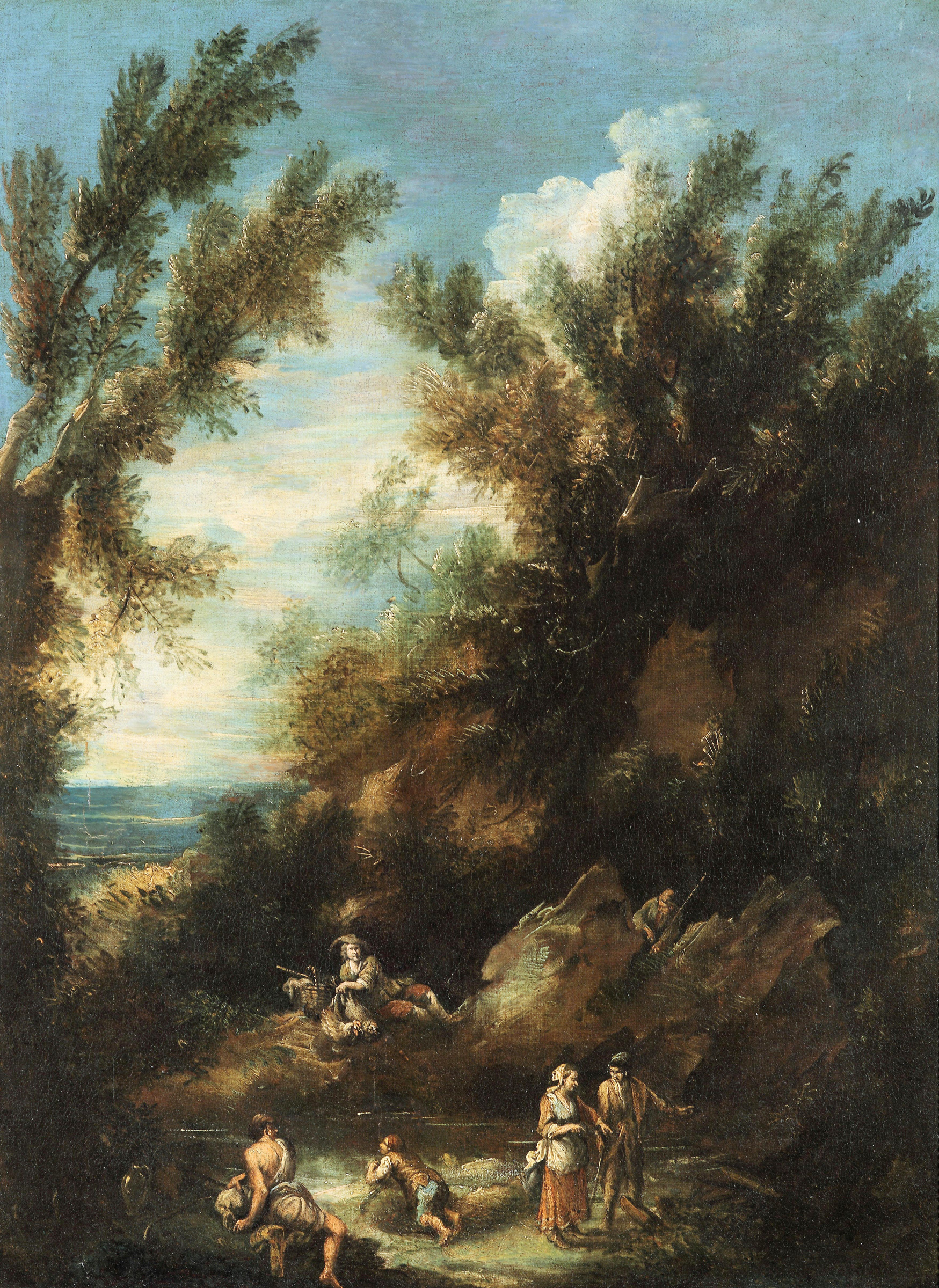
Landschaft mit Gestalten

Antonio Francesco Peruzzini (* 1643 oder 1646 in Ancona; † 20. August 1724 in Mailand) war ein italienischer Landschaftsmaler, Sohn des Malers und Kupferstechers Domenico Peruzzini (1601–1671), Bruder der Maler Giovanni und Paolo Peruzzini.
Er schuf viele Bilder gemeinsam mit Alessandro Magnasco und Sebastiano Ricci.
Das Geburtsjahr Peruzzinis wurde in zwei Quellen gefunden: im erzbischöflichen Archiv in Mailand sowie im Staatsarchiv in Mailand.
Der junge Peruzzini erhielt seinen ersten Malunterricht in der Familie. Danach begab er sich auf eine Wanderung durch Italien, um seine Malfertigkeit zu vervollkommnen.
Im Jahre 1663 befand sich der Künstler in Rom und schuf dort einige Bilder für den Fürsten Karl Emanuel II. von Savoyen in Turin. Damals entstanden auch zwei stürmische Seelandschaften für den römischen Musiker Giulio Cavaletti, die sich seit 1689 im Apostelpalast in Loreto befinden.
1669 bis 1689 wohnte Peruzzini in Bologna, wo er viele Landschaftsbilder für den Grafen Annibale Ranuzzi schuf, darunter zwei Bilder gemeinsam mit Sebastiano Ricci und Giovanni Antonio Burrini.
Peruzzini korrespondierte 1687 mit dem Grafen Vitaliano VI. Borromeo und lieferte Bilder an verschiedene Kunden in Venedig, Modena, Parma, Casale Monferrato und Turin.
In Mailand schuf er gemeinsam mit Sebastiano Ricci das Bild „Versuchung von Hl. Antonius“ für den Fürsten Cesare Pagani.
Am Anfang des 18. Jahrhunderts siedelte er in die Toskana über, wo er für Ferdinando de’ Medici und andere Adelsfamilien arbeitete.